# ان‌اکس‌تی (دبلیودبلیوئی برند)
ان‌اکس‌تی یک برند تبلیغاتی کشتی حرفه‌ای از کمپانی آمریکایی دبلیودبلیوئی است که در ۲۳ فوریه ۲۰۱۰ معرفی شد. کشتی‌گیران این برند به صورت هفتگی در برنامه تلویزیونی دبلیودبلیوئی ان‌اکس‌تی حاضر می‌شوند. این برند به عنوان یک برند توسعه‌دهنده برای راو و اسمک‌داون، که برندهای اصلی دبلیودبلیوئی هستند عمل می‌کند.